# Алмейда, Жуан Паулу
Жуан Паулу Алмейда (порт. João Paulo Almeida; полное имя — Жуан Паулу Пурсино де Алмейда, порт. João Paulo Purcino de Almeida; родился 20 июля 1990, Позу-Редонду, Бразилия) — бразильский футболист, защитник клуба «Аваи».

## Карьера
Чеко родился в городе Позу-Редонду, и является воспитанником футбольного клуба «Флуминенсе» из города Рио-де-Жанейро. Пробыв в клубе 5 лет, Сержио перешел в «Икаса» из города Жуазейру-ду-Норти, но не сыграл за клуб ни одного матча. В 2014-м году состоялся его переход в клуб «Линенсе», а затем в клуб «Томбенсе».